# Alcmeón (bisnieto de Néstor)
Alcmeón (en griego antiguo Ἀλκμαίων/Alkmaíôn) fue, en la mitología griega, un bisnieto del rey Néstor de quien la importante familia ateniense de los Alcmeónidas decía descender.
Alcmeón era hijo de Silo, hijo de Trasimedes, hijo de Néstor.
Cuando los descendientes de Néstor fueron expulsados de Mesenia por los heráclidas, Alcmeón y Peón (hijo de Antíloco, hermano de Trasimedes), se refugiaron en Atenas, dando origen a las familias de los Alcmeónidas y de los Peónidas.